# Premio Bagutta

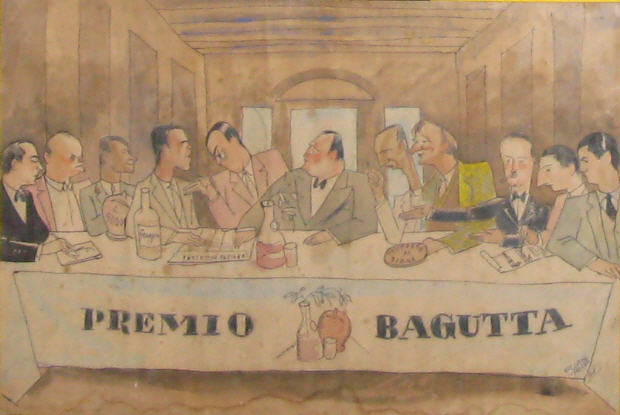

El premio Bagutta es un galardón literario italiano que se otorga anualmente a una obra escrita en italiano. El premio nació por casualidad entre los clientes del Bagutta Ristorante de Milán. El escritor Riccardo Bacchelli, su primer director, reunió en torno al restaurante a un grupo de amigos que se reunía regularmente en él para cenar. Con el fondo común de los reunidos se decidió el 11 de noviembre de 1927 crear un premio literario que llevaría el nombre del restaurante. Otros directores del premio fueron Emilio Tadini, Mario Soldati e Isabella Bossi Fedrigotti.

## Premiados
- 1927  Giovan Battista Angioletti: Il giorno del giudizio (Ribet)
- 1928  Giovanni Comisso: Gente di mare (Treves)
- 1929  Vincenzo Cardarelli: Il sole a picco (Mondadori)
- 1930  Gino Rocca: Gli ultimi furono i primi (Treves)
- 1931  Giovanni Titta Rosa: Il varco nel muro (Carabba)
- 1932  Leonida Rèpaci: Storia dei fratelli Rupe (Ceschina)
- 1933  Raul Radice: Vita comica di Corinna (Ceschina)
- 1934  Carlo Emilio Gadda: Il castello di Udine (Solaria)
- 1935  Enrico Sacchetti: Vita di artista (Treves)
- 1936  Silvio Negro: Vaticano minore (Hoepli)
- 1937-1946   ediciones no celebradas por la Segunda Guerra Mundial.
- 1947  Dario Ortolani: Il sole bianco Garzanti)
- 1948  Pier Antonio Quarantotti Gambini: L'onda dell'incrociatore (Einaudi)
- 1949  Giulio Confalonieri: Prigionia di un artista (Genio)
- 1950  Vitaliano Brancati: Il bell'Antonio (Bompiani)
- 1951  Indro Montanelli: Pantheon minore (Longanesi)
- 1952  Francesco Serantini: L'osteria del gatto parlante (Garzanti)
- 1953  Leonardo Borghese: Primo amore (Garzanti)
- 1954  Giuseppe Marotta: Coraggio, guardiano (Bompiani)
- 1955  Alfonso Gatto: La forza degli occhi Mondadori)
- 1956  Giuseppe Lanza: Rosso sul lago (Cappelli)
- 1957  Pier Angelo Soldini: Sole e bandiere (Ceschina)
- 1958  Lorenzo Montano: A passo d'uomo (Rebellato)
- 1959  Italo Calvino: Racconti (Einaudi)
- 1960  
  - Enrico Emanuelli: Uno di New York (Mondadori)
  - Antonio Barolini, Elegie di Croton, (Feltrinelli) (ex aequo)
- 1961  Giorgio Vigolo: Le notti romane (Bompiani)
- 1962  Giuseppe Dessì: Il dissertore (Feltrinelli)
- 1963  Ottiero Ottieri: La linea gotica (Bompiani)
- 1964  Tommaso Landolfi: Rien va (Vallecchi)
- 1965  Biagio Marin: Il non tempo del mare (Mondadori)
- 1966  Manlio Cancogni: La linea dei Tomori (Mondadori)
- 1967  Primo Levi: Storie naturali (Einaudi)
- 1968  Piero Chiara: Il balordo (Mondadori)
- 1969  Niccolò Tucci: Gli atlantici (Garzanti)
- 1970  Alberto Vigevani: L'invenzione (Vallecchi)
- 1971  Piero Gadda Conti: La paura (Ceschina)
- 1972  Anna Banti: Je vous écris d'un pays lonitain (Mondadori)
- 1973  Sergio Solmi: Meditazione sullo scorpione (Adelphi)
- 1974  Gianni Celati: Le avventure di Guizzardi (Einaudi)
- 1975  Enzo Forcella: Celebrazioni d'un trentennio (Mondadori)
- 1976  Mario Soldati: Lo specchio inclinato (Mondadori)
- 1977  Sandro Penna: Stranezze (Garzanti)
- 1878  Carlo Cassola: L'uomo e il cane (Rizzoli)
- 1979  Mario Rigoni Stern: Storia di Tönle (Einaudi)
- 1980  Giovanni Macchia: L'angelo della notte (Rizzoli)
- 1981  Pietro Citati: Breve vita di Katherine Mansfield (Rizzoli)
- 1982  Vittorio Sereni: Il musicante di Saint-Merry (Einaudi)
- 1983  Giorgio Bassani: In rima e senza (Mondadori)
- 1984  Natalia Ginzburg: La famiglia Manzoni (Einaudi)
- 1985  Francesca Duranti: La casa sul lago della luna (Rizzoli)
- 1986  Leonardo Sciascia: Cronachette (Sellerio)
- 1987  Claudio Magris: Danubio (Garzanti)
- 1988  Luciano Erba: Il tranviere metafisico (Scheiwiller)
- 1989  Luigi Meneghello: Bau-sète! (Rizzoli)
- 1990  Fleur Jaeggy: I beati anni del castigo (Adelphi)
- 1991  Livio Garzanti: La fiera navigante (Garzanti)
- 1992  Giorgio Bocca: Il provinciale (Mondadori)
- 1993  Giovanni Giudici: Poesie 1953-1990 (Garzanti)
- 1994  Alberto Arbasino: Fratelli d'Italia (Adelphi)
- 1995  Daniele Del Giudice: Staccando l'ombra da terra (Einaudi)
- 1996  Raffaello Baldini: Ad nota (Mondadori)
- 1997  Sergio Ferrero: Gli occhi del padre (Mondadori)
- 1998  Giovanni Raboni: Tutte le poesie (1951–1993) (Garzanti)
- 1999  Fabio Carpi: Patchwork (Bollate Boringhieri)
- 2000  
  - Andrea Zanzotto: Le poesie e prose scelte (Mondadori)
  - Mariano Bargellini: Mus utopicus (Gallino)
- 2001  Serena Vitale: La casa di ghiaccio. Venti piccole storie russe (Mondadori)
- 2002
  - Roberto Calasso: La letteratura e gli dei (Adelphi)
  - Giorgio Orelli: Il collo dell'anitra (Garzanti)
- 2003
  - Michele Mari: Tutto il ferro della Tour Eiffel (Einaudi)
  - Edoardo Sanguineti: Il gatto lupesco (Feltrinelli)
  - Eva Cantarella: Itaca (Feltrinelli)
- 2004 Franco Cordero: Le strane regole del sig. B (Garzanti)
- 2005 Rosetta Loy: Nero è l'albero dei ricordi, azzurra l'aria (Einaudi)
- 2006
  - Filippo Tuena: Le variazioni di Reinach (Rizzoli)
  - Eugenio Borgna: L'attesa e la speranza (Feltrinelli)
- 2007 Alessandro Spina: I confini dell'ombra (Morcelliana)
- 2008 Andrej Longo: Dieci (Adelphi)
- 2009 Melania G. Mazzucco: La lunga attesa dell'angelo (Rizzoli)
- 2010 Corrado Stajano: La città degli untori (Garzanti)
- 2011 Andrea Bajani: Ogni Promessa (MacLehose Press for the English edition, Every Promise)[1]
- 2012
  - Gianfranco Calligarich: Privati abissi (Fazi editore)
  - Giovanni Mariotti: Il bene viene dai morti (Edizioni Et Al.)
- 2013 Antonella Tarpino: Spaesati. Luoghi dell'Italia in abbandono tra memoria e futuro (Einaudi)
- 2014
  - Maurizio Cucchi: Malaspina (Mondadori)
  - Valerio Magrelli: Geologia di un padre (Einaudi)
- 2015 Sandro Veronesi: Terre rare (Bompiani)
- 2016
  - Paolo Di Stefano: Ogni altra vita. Storia di italiani non illustri (Il Saggiatore)
  - Paolo Maurensig: Teoria delle ombre (Adelphi)
- 2017 Vivian Lamarque: Madre d'inverno (Mondadori)
- 2018 Helena Janeczek, La ragazza con la Leica (Guanda)
- 2019 Marco Balzano, Resto qui (Einaudi)
- 2020 Enrico Deaglio, La bomba (Feltrinelli)

## Premio autores noveles
- 1987 Franca Grisoni: La böba (San Marco dei Giustiniani)
- 1991 Bruno Arpaia: yo forastieri (Leonardo)
- 1992
  - Antonio Franchini: Camerati. Quattro las novelas su venir diventare grandi (Leonardo)
  - Filippo Tuena: Lo sguardo della paura (Leonardo)
- 1994 Laura Bosio: yo dimenticati (Feltrinelli)
- 1995 Piero Meldini: L'avvocata delle vertigini (Adelphi)
- 1996
  - Carola Susani: Il libro di Teresa (Giunti)
  - Alejandro Gennari: Le ragioni del sangue (Garzanti)
- 1997 Patrizia Veroli: Millos (LIM)
- 1998 
  - Helena Janeczek: Lezioni di tenebra (Fazi)
  - Andrea Kerbaker: Fotogrammi (Scheiwiller)
- 1999
  - Tommaso Giartosio: Doppio Ritratto (Fazi)
  - Rosa Matteucci: Lourdes (Adelphi)
- 2000
  - Mariano Bargellini: Mus utopicus (Gallino)
  - Giovanni Chiara: L'agghiaccio (Marsilio)
- 2001
  - Silvia Di Natale: Kuraj (Feltrinelli)
  - Luigi Guarnieri: L'atlante criminale. Vita scriteriata di Cesare Lombroso (Mondadori)
- 2002 Paolo Maccari, Ospiti (Manni)
- 2003 Giuseppe Curonici: L'interruzione del Parsifal dopo il primo atto (Interlinea)
- 2004 Wanda Marasco: L'arciere d'infanzia (Manni)
- 2005 Sandro Lombardi: Gli anni felici. Realtà e memoria lavoro nel dell'attore (Garzanti)
- 2006 Ascanio Celestini: Storie di uno scemo di guerra (Einaudi)
- 2007 Pierluigi Cappello: Assetto di volo (Crocetti)
- 2008 Elena Varvello: L'economia delle cose (Fandango)
- 2009 Guido Rampoldi: La mendicante azzurra (Feltrinelli)
- 2010 Filippo Bolonia: Vienen ho perso la guerra (Fandango)
- 2011
  - Alessio Torino: Undici decimi (Cursiva Pequod)
  - Daria Colombo: Meglio dirselo (Rizzoli)
- 2012 Marco Truzzi: Non ci sono pesci rossi nelle pozzanghere (Estadio)
- 2013 Laura Fidaleo: Dammi la onu posto tra gli angeli (Nottetempo)
- 2014 Fabrizio Passanisi: Bert il mago (Nutrimenti)
- 2015 Enrico Ragazzoni: Una pared sottile (Neri Pozza)
- 2016 Nadia Terranova: Gli anni al contrario (Einaudi)
- 2017 Giulia Caminito: La grande (Giunti)
- 2018 Roberto Venturini: Tutte le ragazze con una certa cultura hanno almeno de la onu cartel di un quadro di Schiele appeso en la cámara (SEM)